# Т-15
Т-15 Барбарис (Објект 149) је руско тешко борбено возило пешадије нове генерације које је базирано на модуларној гусеничној платформи „армата“, тешко 45 - 50 тона. Посаду чине возач, нишанџија-оператор и командир смештени иза погонске групе која се налази у предњем делу возила. Десантно (искрцно) одељење од осам војника је смештено у задњем простору возила са улазним вратима-рампом позади. Возило има пасивну оклопну заштиту од вишеслојних композита и панцирног челика. Возило Т-15 има и систем противминске заштите, а патос је профилисан са плочама у облику „V”. Систем наоружања уграђен је у куполу – универзални борбени модул (УБМ) „eпоха” који садржи: аутоматски топ 30 mm 2А42, спрегнути митраљез 7,62 mm ПКТМ и 2×2 лансера ПОВР „корнет-Д”. Јавности је први пут представљен 9. маја 2015. године на паради поводом Дана победе. Очекује се да Т-15 замени застареле основне платформе, БМП-2 и МТ-ЛБ, у руским оружаним снагама.